# Mănăstirea Flămânda
1. Fosta mănăstire Flămânda datând din secolul al XVI-lea, din care în prezent a mai rămas doar biserica. Lăcașul se află în satul Valea Râului,  județul Vâlcea, și este ctitoria marelui logofăt muntean Teodosie Rudeanu, cronicar al domniei lui Mihai Viteazul. A fost ridicată între anii 1596-1597.
2. mănăstire ridicată la jumătatea sec. XVII de postelnicul Hranite Blagodescul lângă orașul Floci. A fost înzestrată cu moșii de ginerele lui Hranite, Cazan Vlădescu clucerul, precum și de ginerele acestuia din urmă Arion, mare negustor. Urmașii lui Arion au închinat-o la Ivir, la Muntele Athos. S-a ruinat în același timp cu orașul lângă care se afla, în a doua parte a sec. XVIII. Până în anii 80, o parte din zidurile mănăstirii au stat în picioare, însă astăzi nu mai sunt vizibile.
 Acest articol despre o mănăstire din România este deocamdată un ciot. Puteți ajuta Wikipedia prin completarea lui !